# Ics - L'amore ti dà un nome
ICS - L'amore ti dà un nome è una miniserie televisiva italiana andata in onda nel 2003 su Rai 2.